# Фінал кубка Італії з футболу 1937
Фінал Кубка Італії з футболу 1937 — фінальний матч розіграшу Кубка Італії сезону 1936—1937, в якому зустрічались «Дженоа 1893» та «Рома». Матч відбувся 6 червня 1937 року на «Джованні Берта» в Флоренції.

## Шлях до фіналу
| Дженоа 1893 | Дженоа 1893                 | Раунд                            | Рома             | Рома          |
| ----------- | --------------------------- | -------------------------------- | ---------------- | ------------- |
| Суперник    | Результат                   | Кубок Італії з футболу 1936—1937 | Суперник         | Результат     |
| Лаціо       | 5–0 вдома                   | 1/16 фіналу                      | Трієстіна        | 2–1 вдома     |
| Палермо     | 2–0 вдома                   | 1/8 фіналу                       | Торіно           | 3–1 вдома     |
| Катанія     | 4–0 вдома                   | 1/4 фіналу                       | Наполі           | 1–0 на виїзді |
| Мілан       | 1–1 дч на виїзді, 2–1 вдома | 1/2 фіналу                       | Амброзіана-Інтер | 2–0 на виїзді |

## Фінал
| 6 червня 1937 |

| Дженоа 1893 | 1:0 | Рома |
| ----------- | --- | ---- |
| Торті 79'   |     |      |

| «Джованні Берта», Флоренція Арбітр: Франческо Маттеа |

|                  |  |                       |  |
|                  |  |                       |  |
| В                |  | Манліо Бачігалупо     |  |
| З                |  | Паоло Агостео         |  |
| З                |  | Маріо Джента          |  |
| ПЗ               |  | П'єтро Пасторіно      |  |
| ПЗ               |  | Джузеппе Бігоньйо     |  |
| ПЗ               |  | Еммануель Філлола     |  |
| Н                |  | П'єтро Аркарі         |  |
| Н                |  | Маріо Пераццоло       |  |
| Н                |  | Луїджі Торті          |  |
| Н                |  | Луїджі Скарабелло     |  |
| Н                |  | Альфредо Маркіоннескі |  |
| Тренер:          |  |                       |  |
| Германн Фельснер |  |                       |  |

|                  |  |                    |  |
|                  |  |                    |  |
| В                |  | Чезаре Валінассо   |  |
| З                |  | Еральдо Мондзельйо |  |
| З                |  | Луїджі Аллеманді   |  |
| ПЗ               |  | Еварісто Фрізоні   |  |
| ПЗ               |  | Фульвіо Бернардіні |  |
| ПЗ               |  | Андреа Гадальді    |  |
| Н                |  | Амедео Амадеї      |  |
| Н                |  | П'єтро Серантоні   |  |
| Н                |  | Данте Ді Бенедетті |  |
| Н                |  | Альфредо Маццоні   |  |
| Н                |  | Ернесто Томазі     |  |
| Тренер:          |  |                    |  |
| Луїджі Барбезіно |  |                    |  |